# Tần Xuất tử
Tần Xuất tử (chữ Hán: 秦出子,708 TCN – 698 TCN), tên thật là Doanh Mạn (嬴曼), là vị vua thứ chín của nước Tần - chư hầu nhà Chu trong lịch sử Trung Quốc.
Theo Sử ký, Tần Xuất tử là con út của Tần Ninh công, vua thứ 8 nước Tần. Mẹ ông là Vương cơ (王姬). Ninh công vốn đã lập người con trưởng làm thế tử. Năm 704 TCN, Tần Ninh công mất, 3 đại thần là Phất Kỵ, Uy Lũy và Tam Phủ phế thế tử, lập Xuất tử mới 5 tuổi lên nối ngôi.
Tần Xuất tử làm vua được 6 năm, đến năm 698 TCN thì 3 đại thần Phất Kỵ, Uy Lũy và Tam Phủ lại đồng mưu ám sát ông và lập anh lớn của ông là thế tử cũ lên ngôi, tức là Tần Vũ công. Khi đó Xuất tử mới 11 tuổi. Đến năm 695 TCN，Tần Vũ công truy cứu các đại thần giết ông mà xử họ tru di tam tộc.